# (700) Auravictrix
(700) Auravictrix est un astéroïde de la ceinture principale découvert le 5 juin 1910 par l'astronome allemand Joseph Helffrich.
Sa désignation provisoire était 1910 KE.
Le nom provient du terme latin pour « victoire contre le vent » et fait référence aux premiers vols des dirigeables Schütte-Lanz (de) en 1911.